# Phintella lucida
Phintella lucida là một loài nhện trong họ Salticidae.
Loài này thuộc chi Phintella. Phintella lucida được Wanda Wesołowska & Tomasiewicz miêu tả năm 2008.